# De svarta maskerna
De svarta maskerna är en svensk dramafilm från 1912 i regi av Mauritz Stiller. 

## Om filmen
Filmen premiärvisades 21 oktober 1912 på biograf Röda Kvarn i Stockholm. Inspelningen av filmen skedde vid Svenska Biografteaterns ateljé och den dåtida bebyggelsen på området kring nuvarande Eriksbergsgatan i Stockholm av Julius Jaenzon. 
Filmen var Stillers femte producerade film men den andra som nådde kritik och publik. Den exporterades till Tyskland under namnet Die schwarze Maske. Filmen fick inte visas där utan omfattande klipp, ett beslut som först flera år senare upphävdes.

## Rollista (i urval)
- Lili Bech – Lydia, spion
- Victor Sjöström – von Mühlen, löjtnant
- Gunnel Holzhausen – Lola, lindanserska
- John Ekman – medlem av sällskapet De svarta maskerna
- Gunnar Norberg – medlem av sällskapet De svarta maskerna